# Онайда (округ, Нью-Йорк)
Округ Онайда (англ. Oneida County) — округ штата Нью-Йорк, США. Население округа на 2000 год составляло 235461 человек. Административный центр округа — город Ютика.

## История
Округ Онайда основан в 1798 году. Источник образования округа Онайда: округ Херкимер.

## География
Округ занимает площадь 3141,7 км2.

## Демография
Согласно переписи населения 2000 года, в округе Онайда проживало 235461 человек. По оценке Бюро переписи населения США, к 2009 году население уменьшилось на 1.9%, до 231044 человек. Плотность населения составляла 73.5 человек на квадратный километр.